# Thyranthrene xhosarum
Thyranthrene xhosarum is een vlinder uit de familie wespvlinders (Sesiidae), onderfamilie Sesiinae.
Thyranthrene xhosarum is voor het eerst wetenschappelijk beschreven door de Freina in 2011. De soort komt voor in het Afrotropisch gebied.